# Laurence Tiennot-Herment
Pour les articles homonymes, voir Herment (homonymie).
Laurence Tiennot-Herment est la présidente de l’Association française contre les myopathies depuis 2003.

## Biographie
Laurence Tiennot-Herment est née en 1961. Elle suit des études d’expert comptable avant de diriger avec son mari une entreprise d’agro-alimentaire en Normandie. 
En 1987, elle apprend que son fils (nommé Charles Henri), alors âgé de 3 ans et demi, est atteint de la maladie de Duchenne. La même année a lieu la première édition du Téléthon.

## Parcours au Téléthon
En 1989, Laurence Tiennot-Herment milite au sein de l’action locale de l’Association française contre les myopathies en Seine Maritime (76).
En 1997, elle devient secrétaire du Conseil d’administration de l’Association française contre les myopathies, avant d'en devenir vice-présidente en 2000.
Elle prend la présidence de l’AFM-Téléthon en 2003. Son fils meurt la même année à l’âge de 20 ans quelques semaines avant la tenue du Téléthon.
Laurence Tiennot-Herment est également présidente de Généthon (laboratoire dédié à la thérapie génique des maladies rares qui comprend plus de 200 chercheurs et est en grande partie financé par les dons du Téléthon) et de l’Association Institut de Myologie (centre d’expertise sur le muscle et ses maladies).

## Citation
« Une faute d’orthographe sur le génome de mon fils unique a tout bousculé dans ma vie. Ça a été un coup de massue. La maladie est là, elle envahit peu à peu l’espace. Je me suis dit : on va tout faire pour la combattre, trouver des solutions, que jamais une porte ne se ferme. »

## À propos de l’AFM
L’Association française contre les myopathies a été fondée il y a un peu plus de 50 ans pour lutter contre les maladies neuromusculaires. Elle emploie aujourd’hui 558 salariés dont 80 % travaillent pour des missions sociales.
Grâce aux dons du Téléthon, l’Association française contre les myopathies soutient plus de 600 chercheurs mobilisés contre la maladie, à travers le financement de leurs salaires et/ou de leurs travaux. L’AFM-Téléthon s’appuie également  sur un réseau de 200 000 bénévoles qui apportent leur soutien aux malades et organisent les mobilisations locales qui font le succès du Téléthon.

## Décoration
- Officier de la Légion d'honneur. Elle est promue officier par décret du 30 décembre 2016[2]. Elle était chevalier du 24 novembre 2008.
- Médaille d'honneur de la santé et des affaires sociales, or (2012)[3]

## Sources
- C dans nos gênes
- Le site de l'AFM
- Libération
- L'entretien France 24